# Rønning Treski

Rønning Treskis logotyp

Rønning Treski är den enda återstående träskidproducenten i Norge. Produktionen sker i Skotterud i Eidskogs kommun, där det har tillverkats träskidor i över 100 år. Från 1936 har familjen Rønning haft denna tillverkning. Första generationen Rønning, Paul, lärde sig att tillverka skidor av Martin Madshus, grundare till Madshus skidor. I början tillverkades bara helvedsskidor, men redan under kriget tillverkades här de första laminerade skidorna. När Paul Rønning började producera trädskidor fanns det troligen ett tresiffrigt antal träskideproducenter i Norge, men sedan 1992 har Rønning varit enda tillverkaren av träskidor. I dag är det andra och tredje generationen som tillverkar både standardskidor och specialbeställda skidor. Hela produktionen sker i Norge, men kunderna finns över hela världen.

## Skidorna

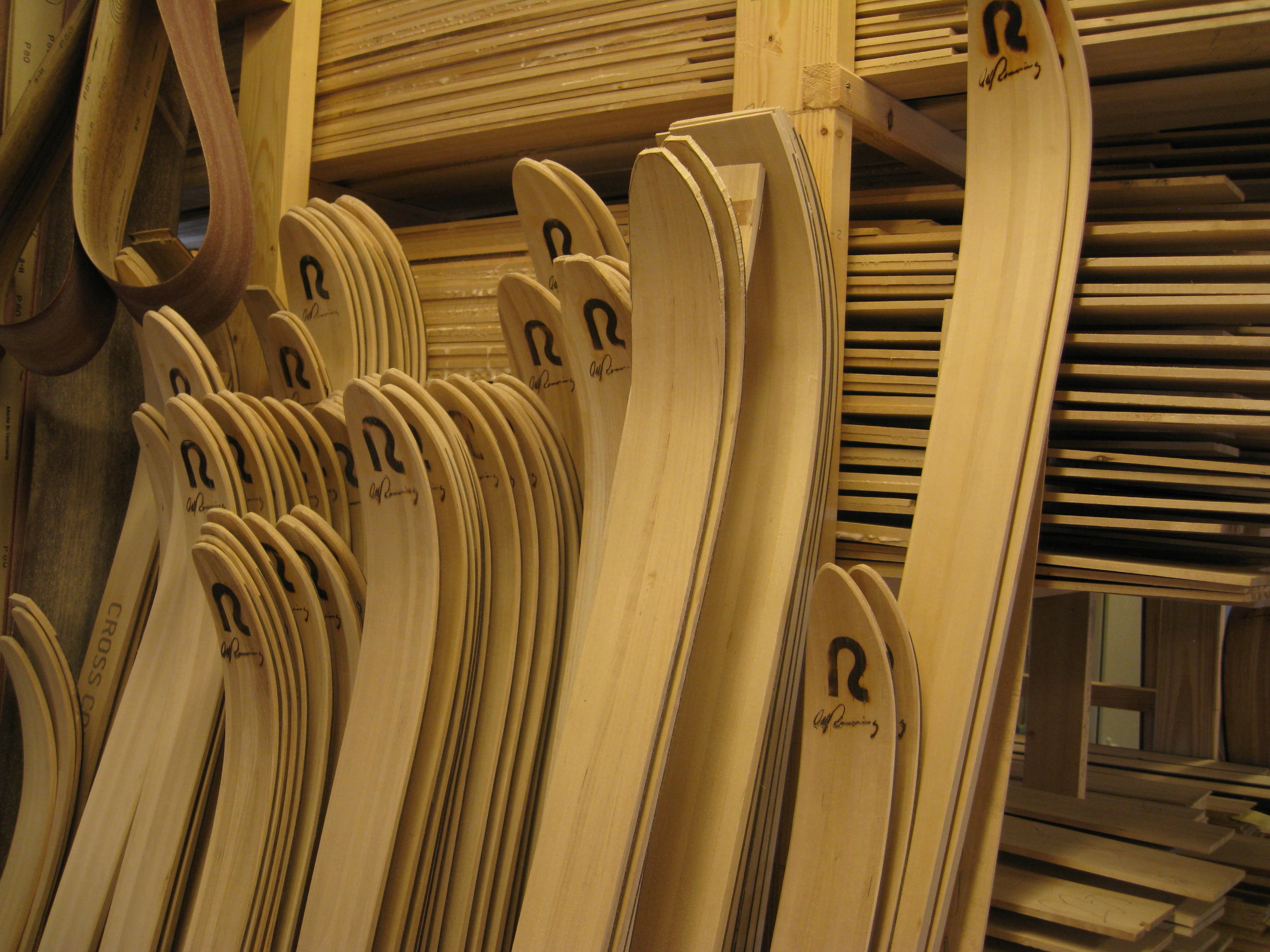
Färdiga Rønning träskidor

Utvecklingen har gått mot ständigt flera lameller, några av skidorna har faktiskt 50 lameller. Detta är för att uppnå jämnare kvalitet och större hållbarhet mot brott och slitage.
Rønnings skidor är producerade i en laminatkonstruktion, i likhet med andra goda åkskidor. Trälaminatet gör skidorna stadiga och stabila på ojämnt fjällföre och hög hastighet.

## Skidmodellerna
Rønning producerar på beställning, något som gör att skidorna blir tillverkade efter egen specifikation angånde längd, böjning och gravyr.

### Jägare
Jakt/pudersnöskidor, bredd 70 mm, 15 mm insvängning, hickorysula. För användande i pudersnö och skogsterräng, stora bärytor ger god framkomlighet i djup snö, tillsammans med kabelbindning kan de användas med de flesta jaktstövlar på marknaden.

### Telemark
Telemarkskidor görs i bredderna 70 mm, 15 mm insvängning, med hickorysula och lignokanter, detta är för att göra skidor passande puder/djupsnö. Skidorna kan också användas som fjäll/jaktskidor. Telemarkskidor kan skräddarsys efter eget behov.

### Tur/spårskidor
Modellen görs i två bredder, 50 och 55 mm. 50 mm är bara för användning i spår, medan 55 mm också kan användas utanför spåret om det inte är för djup snö. Båda modellerna har 10 mm insvängning, hickorysula och lignostålkant. Skidornas långmjuka konstruktion passar turåkning och gör skidorna lätta att kontrollera. Längder 170-215 cm.

### Fjällskidor
Fjällskidsmodellen tillverkas i två bredder 60 och 75 mm på mitten och har insvängning på 15-30 mm, hickorysula och lignokanter. Detta ger stadiga, lättsvängda skidor, som tål att användas med packning och pulka. Det långmjuka spännet ger gott fäste och bär också utanför spåret. Längder 170-215 cm.

### Barnskidor
Barnskidor, bredd  55 mm, 10 mm insvängning, asksula med hickorykanter. Barnskidorna är uppbyggda av 25 lameller, stabila med riktig spänst. Träskidorna har ett gott fäste/glid och balans som gör dem lätta att använda. Barnskidorna kan användas både för att gå, hoppa och köra slalom/telemark med. Längder 100-150cm.

## Träskidfabriken

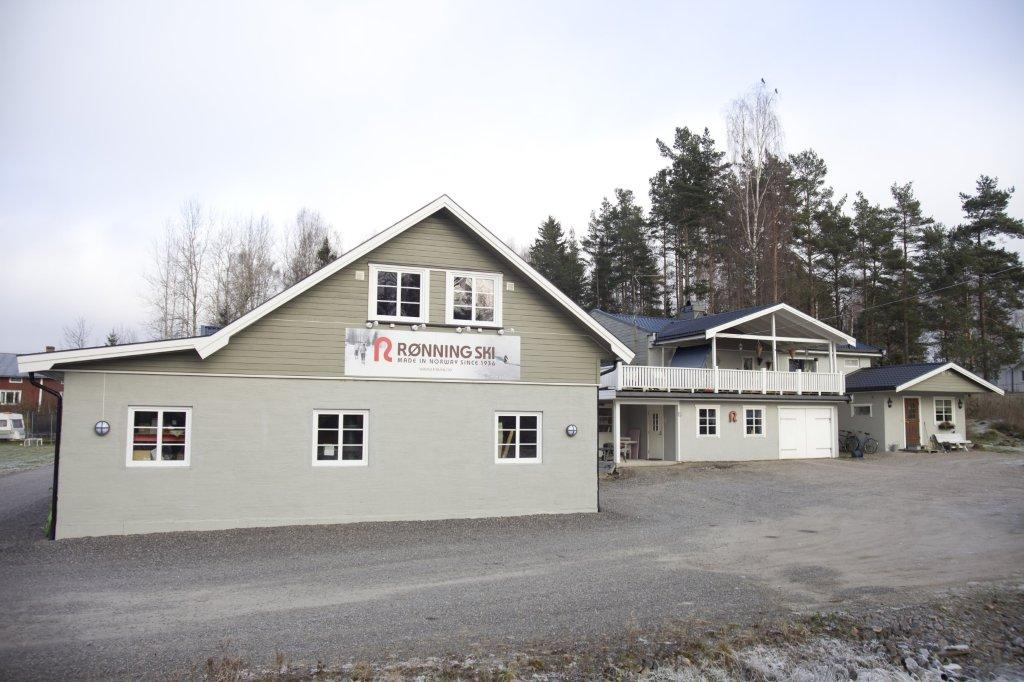
Rønnings träskidfabrik

Rønning Treski ligger i Skotterud i Hedmark fylke. Det har varit trävaruproduktion på orten från cirka år 1900. Skidorna blev till en början producerade på beställning. 1936, då första generationen Rønning övertog företaget, blev skidorna huvudprodukten och de är i dag den enda produkten. Lokalerna är utvidgade och förnyade i flera omgångar, senast efter en brand 2002.